# ニラせんべい
ニラせんべい（ニラのうす焼き）は、中力粉、小麦粉などを水で溶き、ニラや牛乳、卵などを加えた生地を焼いたチヂミに似た食品である。形状は円形で、長野県北信地方の郷土料理として知られる。

## 概要

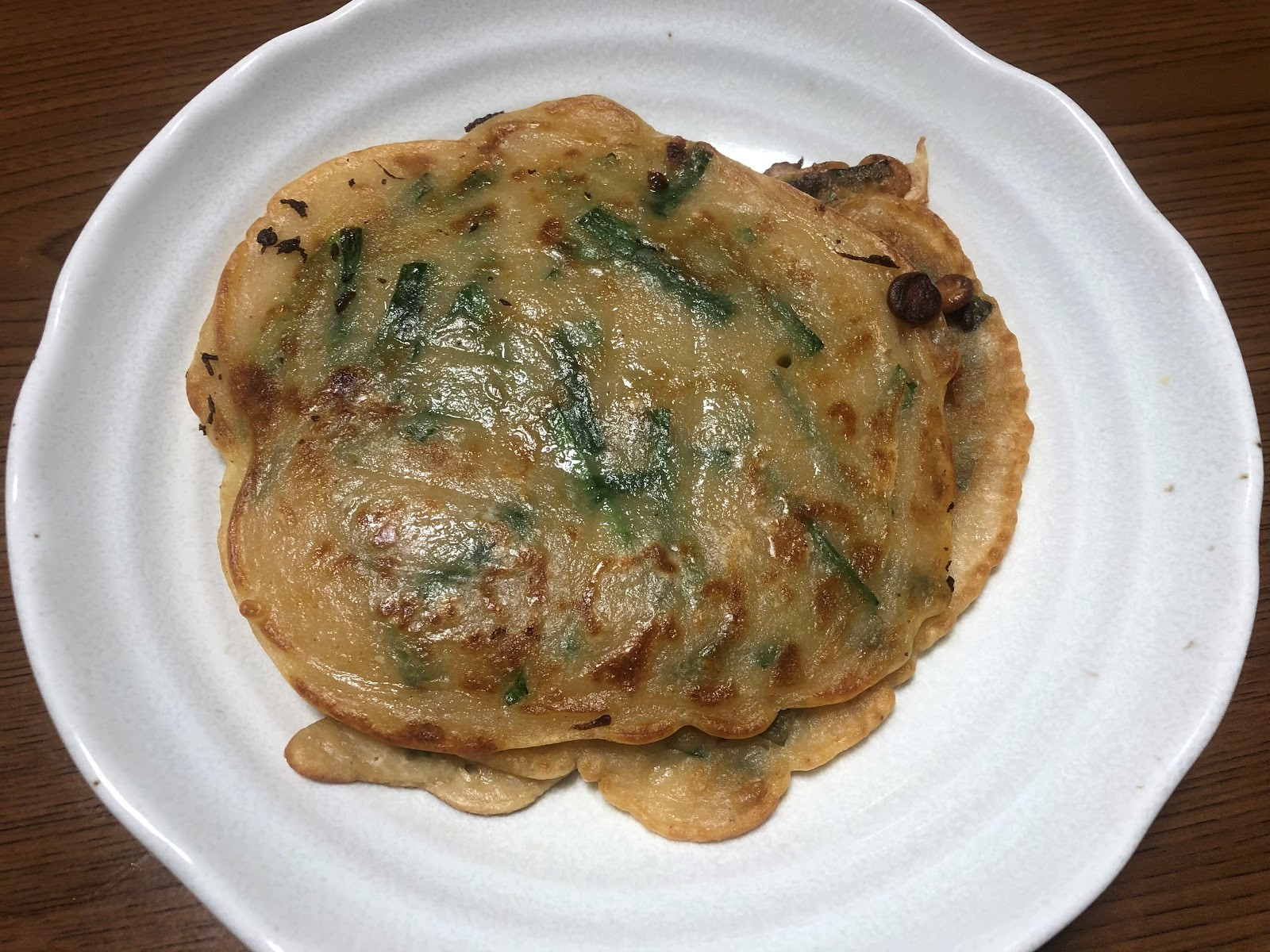
長野県北信地域に伝わる郷土料理

ニラせんべい（ニラのうす焼き）は、北信州の寒冷地で、あまり米が穫れなかった地域を発祥とし、1日1食は粉ものを食べてきた北信州の粉もの文化を代表する郷土料理である。また、野に生えるニラを採って作るニラせんべいは、農繁期の休憩用や、子供たちのおやつとしてよく作られていた。
ニラせんべいは主食代わりにもなり、昔から親しまれてきた庶民の味で、現在はおやつとしても食べられている。この料理は、みそと焼いた生地の香ばしさで美味しく食べられ、水溶き小麦粉を混ぜてうすく焼き、砂糖じょうゆなどで食し、栽培がかんたんでいつでも収穫できるニラは、作物の栽培が厳しい北信地域では重宝した。また、農作業の休憩時に食べる、おやつよりも腹持ちの良い間食を、北信州の方言では、小昼(こひる)が変化して「こびれ(おこびれ)」と呼んでいる。 ニラせんべいの名前の由来は、「煎餅」と同じように小麦粉を材料とした食べ物で、さらに現在は「おやつ」として食べられている事から、「ニラせんべい」と呼ぶようになったのではないかと考えられている。